# Altor
Der Vorname Altor (männlich, in der Schweiz auch weiblich) ist eine Form des Namens Altorus (lat. ‚der Fürsorger‘, ‚der Ernährer‘). Die Kurz- oder Koseform des Namens ist Altu. Heute wird dieser selten als männlicher Vorname verwendet.